# Аввакумов, Михаил Васильевич
Михаил Васильевич Авваку́мов (23 мая 1907, д. Сосновка — 1975, Рига) — военный лётчик и военачальник, участник Советско-финляндской и Великой Отечественной войн, командир 289-й штурмовой авиационной дивизии во время Великой Отечественной войны, кавалер ордена Ленина. Полковник (22.11.1942). Кандидат военных наук (4.10.1955).

## Биография
Михаил Васильевич родился 23 мая 1907 года в деревне Сосновка Литвиновской волости Кашинского уезда Тверской губернии. Русский. В РККА с июля 1927 года. Член ВКП(б) с 1929 года.
Образование:
- Ленинградская военно-теоретическая школа ВВС РККА (1928);
- 1-я военная школа лётчиков имени А. Ф. Мясникова (1929);
- Военно-воздушная академия РККА имени Н. Е. Жуковского (1936).

Михаил Васильевич 22 июля 1927 г. был призван в РККА и направлен в Ленинградскую военно-теоретическую школу ВВС РККА, после окончания которой в мае 1928 года направлен в 1-ю военную школу лётчиков имени А. Ф. Мясникова. Окончив школу проходил службу в строевых частях ВВС — 59-й авиационной эскадрильи в Воронеже на должностях младшего летчика, старшего летчика, командира корабля, командира отряда. В декабре 1932 года поступил, а октябре 1936 года окончил Военно-воздушную академию РККА имени Н. Е. Жуковского. Назначен командиром эскадрильи в 19-я тяжелобомбардировочной авиационной бригаде в ВВС Московского военного округа в городе Иваново, далее командиром эскадрильи 11-й авиационной бригады в Воронеже, с сентября 1938 года — помощником командира 45-го скоростного бомбардировочного авиационного полка в г. Орёл. С началом советско-финляндской войны полк перебазирован на аэродром Лодейное поле и принял участие в боевых действиях. Лично выполнил 9 боевых вылетов, водил группы составом от одной до трех эскадрилий на бомбометание объектов на ст. Сартавала и Лиметти.
В ноябре 1940 года назначен командиром 232-го скоростного бомбардировочного авиационного полка.
С началом войны в той же должности. Полк переформирован в штурмовой. С сентября 1941 года полк в составе 14-й смешанной дивизии на Юго-Западном фронте участвует в Сумско-Харьковской операции, а с ноября в составе 146-й смешанной дивизии Западного фронта участвует в Клинско-Солнечногорской наступательной и Клинско-Солнечногорской оборонительной операциях. С апреля 1942 года полк передан в состав 6-й ударной группы Северо-Западного фронта. В октябре 1942 года подполковник Аввакумов приступил к исполнению обязанностей командира 289-й штурмовой авиационной дивизии в составе 8-й воздушной армии Сталинградского фронта, где руководил частями дивизии в
Сталинградской битве, Котельниковской, Северо-Кавказской и Ростовской наступательной операциях. С апреля 143 года исполнял обязанности заместителя командира дивизии. С июня — заместителя командира 232-й штурмовой авиационной дивизии. В декабре 1943 года назначен командиром 333-й штурмовой авиационной дивизии, которую формировал в составе ВВС Приволжского военного округа. Дивизия в боях не участвовала, готовила экипажи для ведения боевых действий, в апреле 1945 года перебазирована в Среднеазиатский военный округ.
После войны полковник Аввакумов продолжал служить в той же должности. С марта 1948 года — на преподавательской работе во 2-м Ленинградском высшем авиационно-инженерном военном Краснознаменном училище преподавателем кафедры тактики ВВС, затем с ноября 1949 года в Рижском высшем военном авиационном инженерном училище. В октябре 1954 года поступил в адъюнктуру в Военной-воздушной академии, в октябре 1955 года защитил кандидатскую диссертацию, с ноября 1955 года — начальник кафедры тактики и истории военного искусства. В июне 1959 года уволен в запас. Умер в 1975 году в Риге, похоронен на кладбище Микеля (бывшем Гарнизонном кладбище).

## Награды
- Орден Ленина[2];
- Орден Красного Знамени (1941 г.)[2][4];
- Орден Красного Знамени (23.06.1942 г.)[2][4];
- Орден Отечественной войны 1-й степени[2];
- Орден Красной Звезды[2];
- Медаль «За оборону Москвы»[5];
- Медаль «За победу над Германией в Великой Отечественной войне 1941—1945 гг.»[3]
- медали[2].